# Le Marchand de Londres ou l'Histoire de George Barnwell
Le Marchand de Londres ou l'Histoire de George Barnwell est une pièce de théâtre de Pierre Clément traduite de l'anglais de George Lillo. C'est une tragédie bourgeoise en 5 actes et en prose parue à Londres en 1748.